# Idrossido di manganese
L'idrossido di manganese è un composto del manganese ed un prodotto della reazione chimica nelle comuni batterie alcaline.